# Hongwŏn-gun
Hongwŏn-gun (koreanska: 홍원군) är en kommun i Nordkorea.   Den ligger i provinsen Hamnam, i den centrala delen av landet, 220 km nordost om huvudstaden Pyongyang.